# Ференц Карпаті
Ференц Карпаті (угор. Kárpáti Ferenc; *16 жовтня 1926, Путнок, Угорщина — †27 вересня 2013, Будапешт) — угорський державний діяч, міністр оборони Угорської Народної Республіки (1985-1990), генерал-полковник.

## Біографія
Народився в багатодітній робітничій сім'ї. У 1945 вступив в Угорський демократичний союз молоді.
З 1948 — в Збройних силах, закінчив тримісячні офіцерські курси, в 1953 — Військово-політичну академію.
- 1953-1955 — Заступник командира бригади з політичної підготовки;
- 1955 — слухач Військово-політичної академії;
- 1956-1957 — в апараті міністерства оборони;
- 1957-1958 рр. — Начальник відділу Військової академії,
- 1958-1970 — Секретар Всеармійського партійної організації Угорської народної армії;
- 1970-1985 — Начальник політичного управління Угорської народної армії;
- 1985-1990 — Міністр оборони Угорської Народної Республіки. На цій посаді провів ряд реформ: скоротив термін служби з 18 до 12 місяців, здійснив 35-відсоткове скорочення чисельності Збройних сил. У грудні 1989 відбувся поділ між міністерством оборони, якому призначалося виконувати управлінські функції і військовим командуванням. Карпаті пішов з військової служби, ставши цивільним міністром оборони.

У 1966-1985 — Депутат Державних Зборів Угорської Народної Республіки.